# 帕崔茲奧·伯特利
帕崔茲奧·伯特利（英語：Patrizio Bertelli，1946年4月6日—），是普拉達集團首席執行官，繆西婭·普拉達的丈夫。在伯特利讀大學期間，他積極創業，成功地創辦了一家小型皮具公司。